# 6556 Arcimboldo
6556 Arcimboldo eller 1989 YS6 är en asteroid i huvudbältet som upptäcktes den 29 december 1989 av den tjeckiske astronomen Antonín Mrkos vid Kleť-observatoriet i Tjeckien. Den är uppkallad efter den italienska målaren Giuseppe Arcimboldo.
Asteroiden har en diameter på ungefär 5 kilometer och den tillhör asteroidgruppen Flora.